# 장덕조
장덕조(張德祚, 일본식 이름: 마고나가 히가시(孫長 東), 1914년 10월 13일 ~ 2003년 2월 17일)는 대한민국의 언론인 겸 작가이다.

## 생애
경상북도 경산에서 출생하여 1933년 경성부의 배화여자고등보통학교를 졸업했다. 이후 이화여자전문학교에 입학하였다가 1935년에 중퇴했고, 잡지 《개벽》을 발행하는 개벽사에 입사하여 기자로 근무했다.
개벽의 선배 기자였던 이태준의 추천을 받고 1932년 단편소설 〈저회(低徊)〉를 《제일선》에 발표해 소설가로 등단했다. 이후 〈남편〉(1932), 〈어머니와 딸〉(1933), 〈여자의 마음〉(1935), 〈여인국〉(1939), 〈인간낙서〉(1940) 등 주로 여성을 주인공으로 한 소설을 발표하면서 활동했다. 〈애인〉(1933), 〈비오는 날입니다〉(1936), 〈봄을 기다리는 마음〉(1940)과 같은 수필도 창작했다. 일제 말기의 태평양 전쟁 시기에 황민 소설을 쓴 일이 있어 2008년 발표된 민족문제연구소의 친일인명사전 수록예정자 명단 중 문학 부문에 선정되었으며 친일반민족행위진상규명위원회가 발표한 친일반민족행위 705인 명단에도 포함되었다.
광복 후에도 언론인으로 계속 재직하며 《평화신문》과 《영남일보》의 문화부장을 지냈고, 《대구매일신문》의 문화부장과 논설위원을 역임했다. 한국 전쟁 때는 대한민국 육군 종군작가와 종군기자로 참전하여 휴전 회담을 여성으로서는 유일하게 취재하기도 했다. 이때 세운 공로를 인정받아 문화훈장 보관장을 서훈받았다.
1950년대와 1960년대에 걸쳐 신문 연재란을 통해 여성이 주인공인 장편 역사소설을 주로 집필했다. 이는 조선 연산군의 부인 폐비 신씨의 이야기를 담은 《정청궁한야월》(1935)의 맥을 잇는 것으로, 《광풍》, 《다정도 병이련가》, 《낙화암》, 《벽오동 심은 뜻은》, 《요승 신돈》 등이 이 시기의 대표작이다. 다작 작가로 유명한 장덕조는 70대 중반이던 1989년에도 방대한 분량의 대하소설 《고려왕조 5백년》을 출간할 정도로 노년에도 창작 활동에 몰두했다.
장덕조의 작품 경향은 인물의 삶을 구동하는 사회적인 기제에 대해 무관심한 편이며, 주인공은 대개 정직하고 강인하여 본받을 만한 인물이다. 이런 점에서 역사와 현실에 대한 작가의 낙관적인 시각을 볼 수 있다. 구성 측면에서는 소설의 첫 번째 덕목을 재미로 보고 흥미 위주의 구성을 우선시하여 택했다. 문장도 같은 맥락에서 수사적이다.

## 참고자료
- 권영민 (2004년 2월 25일). 《한국현대문학대사전》. 서울: 서울대학교출판부. 817쪽쪽. ISBN 8952104617.
- 손민호 (2006년 5월 22일). “` 언론인 + 소설가 ` 장덕조를 다시 본다”. 중앙일보. 2008년 5월 18일에 확인함.[깨진 링크(과거 내용 찾기)]